# یاکوب برسو
یاکوب برسو (دانمارکی: Jacob Barsøe؛ زادهٔ ۲۱ سپتامبر ۱۹۸۸) قایقران روئینگ اهل دانمارک است.
وی در مسابقات کشوری و بین‌المللی در مجموع برندهٔ ۴ مدال طلا، ۳ مدال نقره، ۲ مدال برنز شده‌است.